# Dallas Cowboys 1962
La stagione 1962 dei Dallas Cowboys è stata la terza della franchigia nella National Football League.

## Calendario

### Stagione regolare
| Turno | Data       | Avversario             | Risultato | Stadio                        | Record | Tabellino | Pubblico |
| ----- | ---------- | ---------------------- | --------- | ----------------------------- | ------ | --------- | -------- |
| 1     | 16/9/1962  | Washington Redskins    | P 35–35   | Cotton Bowl                   | 0–0–1  |           | 15,730   |
| 2     | 23/9/1962  | Pittsburgh Steelers    | S 30–28   | Cotton Bowl                   | 0–1–1  |           | 19,478   |
| 3     | 30/9/1962  | at Los Angeles Rams    | V 27–17   | Los Angeles Memorial Coliseum | 1–1–1  |           | 26,907   |
| 4     | 7/10/1962  | at Cleveland Browns    | S 19–10   | Cleveland Stadium             | 1–2–1  |           | 44,040   |
| 5     | 14/10/1962 | Philadelphia Eagles    | V 41–19   | Cotton Bowl                   | 2–2–1  |           | 18,645   |
| 6     | 21/10/1962 | at Pittsburgh Steelers | V 42–27   | Forbes Field                  | 3–2–1  |           | 23,106   |
| 7     | 28/10/1962 | St. Louis Cardinals    | S 28–24   | Cotton Bowl                   | 3–3–1  |           | 16,027   |
| 8     | 4/11/1962  | at Washington Redskins | V 38–10   | D.C. Stadium                  | 4–3–1  |           | 49,888   |
| 9     | 11/11/1962 | New York Giants        | S 41–10   | Cotton Bowl                   | 4–4–1  |           | 45,668   |
| 10    | 18/11/1962 | Chicago Bears          | S 34–33   | Cotton Bowl                   | 4–5–1  |           | 12,692   |
| 11    | 25/11/1962 | at Philadelphia Eagles | S 28–14   | Franklin Field                | 4–6–1  |           | 58,070   |
| 12    | 2/12/1962  | Cleveland Browns       | V 45–21   | Cotton Bowl                   | 5–6–1  |           | 24,226   |
| 13    | 9/12/1962  | at St. Louis Cardinals | S 52–20   | Busch Stadium                 | 5–7–1  |           | 14,102   |
| 14    | 16/12/1962 | at New York Giants     | S 41–31   | Yankee Stadium                | 5–8–1  |           | 62,694   |